# Zacharias Steinel
Zacharias Steinel (* 2. März 1657 in Schneeberg; † 6. September 1710 in Spremberg bei Neusalza) war evangelischer Geistlicher, mehrfacher Magister und zwölfter Pfarrer der Muttergemeinde der heutigen Stadt Neusalza-Spremberg, Spremberg.

## Leben

### Studium und Prediger in Spremberg
Er stammte aus einem christlichen Elternhaus und wurde dementsprechend erzogen. Sein weiterer Lebensweg führte ihn nach Freiberg und Güstrow, zum Besuch der dortigen Gymnasien. Danach absolvierte er Studien der Philosophie und Theologie an den Universitäten Rostock und Leipzig.
Nach erfolgreichen Abschlüssen und späteren Erwerbs mehrerer akademischer Grade (Tit. Tot. = titulo toto = mit allen Titeln) trat er 1685 in Spremberg sein Predigeramt an, das er bis zu seinem Tod im Jahr 1710 ausübte. Magister Steinel wurde damit Amtskollege und Zeitgenosse der Pfarrer der benachbarten Kirchgemeinde der Exulantenstadt Neu-Salza: Stephan Pilarick (1674–1693), Nikolaus Künzel (1694–1701) und Wenceslaus Niederwerffer (1701–1731).

### Grenzüberschreitendes evangelisches Wirken
Während seiner Amtszeit, die politisch und kirchlich von gegenreformatorischen Bestrebungen (Rekatholisierung) in der Oberlausitzer Grenzregion zu Böhmen geprägt war, förderte er 1696 vehement die protestantisch-lutherischen Anhänger in der benachbarten böhmisch-katholischen Gemeinde Fugau. Wegen seines engagierten Wirkens für die evangelischen Glaubensbrüder wurde ihm dort sogar mit Verhaftung gedroht. Als Widersacher des einflussreichen böhmischen Grafen Philipp Sigismund von Dietrichstein (1651–1716), Grundherr von Schluckenau und Fugau, und des dortigen katholischen Geistlichen Falk, setzte er den Besuch der evangelischen Fugauer zu den Gottesdiensten in der Dorfkirche Spremberg durch und nach deren Ausweisung die Aufnahme in Spremberg.
Tit. Tot. Zacharias Steinel war viermal verheiratet und hatte elf Kinder. Der verdienstvolle Gemeindepfarrer verstarb im Alter von 53 Jahren. Er gilt als der zwölfte Prediger der evangelisch-lutherischen Kirchgemeinde Spremberg. Sein Epitaph befindet sich an der Außenwand der Apsis der Spremberger Kirche.

## Familie
Die vier Ehen des Pastors Steinel:
- 1. Frau Anna Rosina, geb. Günther, Tochter des Schneeberger Oberförsters Günther. Sie verstarb nach einjähriger Ehe im Alter von 24 Jahren 1686 in Spremberg.
- 2. Frau Sophia Elisabeth, geb. Marche, Tochter des Pfarrers in Crostau Jeremias Marche. Sie verstarb nach fünfeinhalbjähriger Ehe am 21. Mai 1693 ebenfalls im Alter von 24 Jahren in Spremberg.
- 3. Frau Johanna Dorothea, geb. Junge, Tochter des Ebersbacher Pfarrers Junge. Die Heirat mit Zacharias Steinel erfolgte am 29. Januar 1695. Ihr Sterbedatum ist unbekannt.
- 4. Frau Johanna Eleonora Dorothea, geb. Grimm. Näheres über sie ist nicht bekannt.

Während Steinels letzte Ehefrau auf dem vorher genannten Epitaph Erwähnung findet, existiert für die anderen drei Ehegatten und vier Kinder des Pastors ein weiteres Epitaph an der Außenwand der Apsis der Dorfkirche Spremberg.